# Chiesa di San Paolo (Savona)
La chiesa di San Paolo sorge a Savona, nella zona dell'Oltreletimbro, lungo la strada principale di collegamento tra il centro e il ponente cittadino, in un'area espansasi nel secondo dopoguerra.

## Caratteristiche

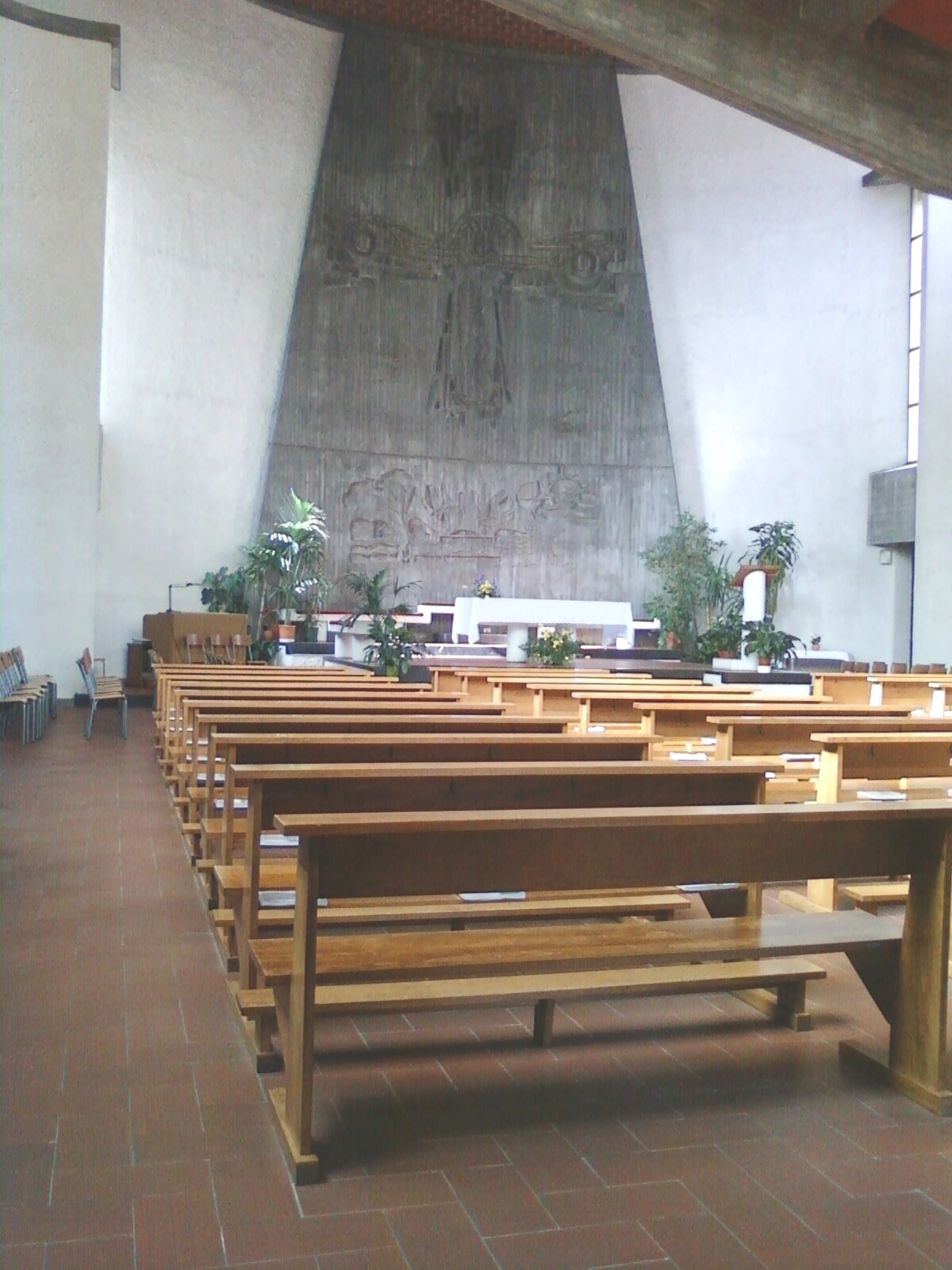
L'interno

La chiesa, realizzata negli anni settanta, è una delle più recenti di Savona. È costituita da un unico vano, reso molto luminoso grazie alle vetrate che si aprono nelle caratteristiche mura formate da un reticolato di cemento armato. L'interno è semplice e sobrio, ma allo stesso tempo accogliente e non presenta opere artistiche di rilievo. Sulla parete di fondo dell'abside si staglia un bassorilievo su cemento. Il campanile, addossato al lato destro, è privo di campane.